# ヴィンチェンツォ・ニバリ
ヴィンチェンツォ・ニバリ（Vincenzo Nibali、1984年11月14日- ）は、イタリア・メッシーナ出身の自転車競技選手。ニーバリとも表記される。史上6人目の全グランツール総合優勝達成者。愛称は『海峡のサメ (lo squalo dello Stretto)』。誕生日の11月14日はベルナール・イノーと同じ (イノーが30年早く生まれている)。弟のアントニオ・ニバリも自転車競技選手である。

## 経歴
2005年、ファッサ・ボルトロと契約を結んでプロ転向。
2006年、リクイガス（後の リクイガス・キャノンデール）に移籍。
2007年、初出場を果たしたジロ・デ・イタリアの第1ステージ・チームタイムトライアルにおいて、チームの区間優勝に貢献。総合19位に入る。
2008年、初出場のツール・ド・フランスでは総合20位に入った。
2009年、ツール・ド・フランスでは山岳ステージで健闘を見せ、総合7位。新人賞部門では2位に入った。
2010年、フランコ・ペッリツォッティのドーピング疑惑により急遽の出場となったジロ・デ・イタリアでは、第14ステージを勝利。また第4ステージから第6ステージまでマリア・ローザを着用し、総合3位に入った。

### ブエルタ・ア・エスパーニャ総合優勝
2010年、ジロ・デ・イタリアで総合3位を獲得後、ツール・ド・フランスには参加せず、ブエルタ・ア・エスパーニャに照準を定めることになった。第8ステージ終了時点で、総合首位のイゴル・アントンにわずか2秒差の総合3位に浮上。アンドラのバルノリュがゴールの第11ステージではアントンに完敗し45秒に差を広げられるが、総合2位へと浮上した。そして転機が第14ステージにやってくる。
同ステージ残り約6.5km地点でアントンが転倒。右肘骨折のため途中棄権となってしまった。ニバリは区間優勝のホアキン・ロドリゲスに20秒差の区間2位で入り、総合ではロドリゲスに4秒差ながらも首位に立った。その後、第16ステージでロドリゲスに総合首位の座を明け渡したが、第17ステージの個人タイムトライアルにおけるロドリゲスの大ブレーキにより、総合2位に浮上したエセキエル・モスケラに39秒差をつけ再び総合首位へ。最後のクライマックスとなった山岳コースの第20ステージでは、モスケラの再三のアタックを封じ、区間優勝をモスケラに譲ったものの、1秒差の区間2位でゴールし決着をつけた。結果、区間優勝は一度も経験できなかったが、ブエルタ初出場で総合優勝（コンビネーション賞も獲得）を成し遂げた。

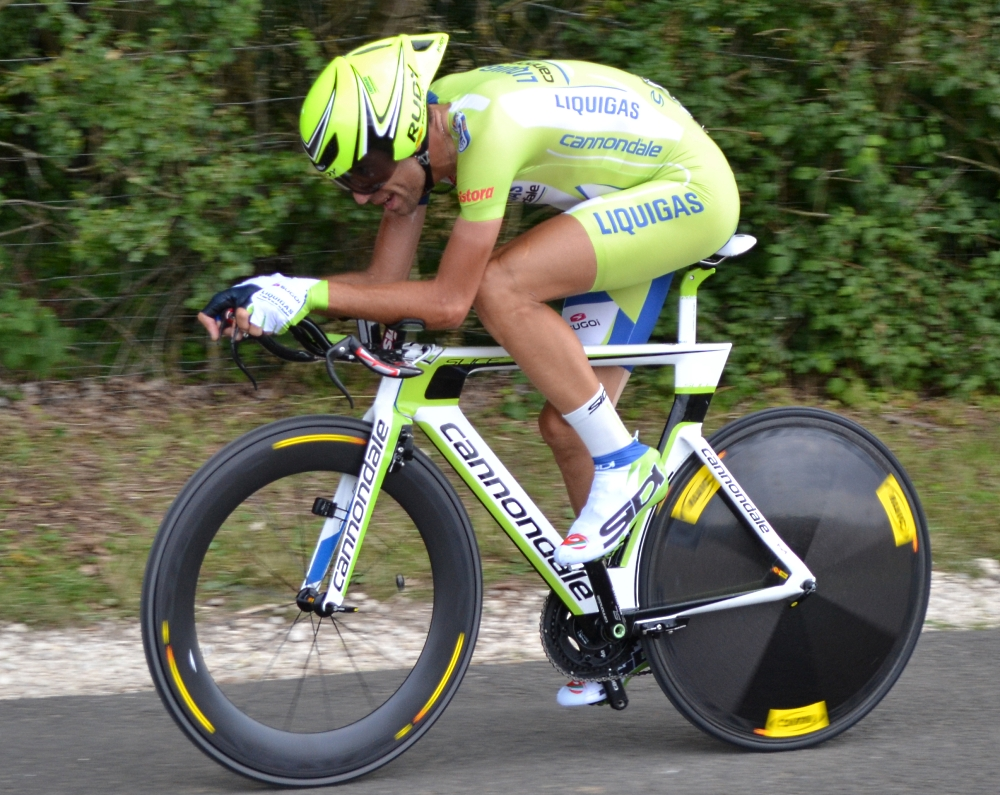
ツール・ド・フランス2012にて

2012年、ティレーノ〜アドリアティコ では第5ステージで勝利。第6ステージ終了時点で、総合首位のクリス・ホーナーに対し5秒差の同2位だったが、最終第7ステージの個人タイムトライアルでホーナーに20秒の差をつけ逆転し、劇的な総合優勝を果たした。また、ポイント賞も獲得。3年振りの出場となったツール・ド・フランスではチームスカイのブラッドリー・ウィギンスとクリス・フルームのコンビに苦しむも、総合3位に入った。

### ジロ・デ・イタリア総合優勝

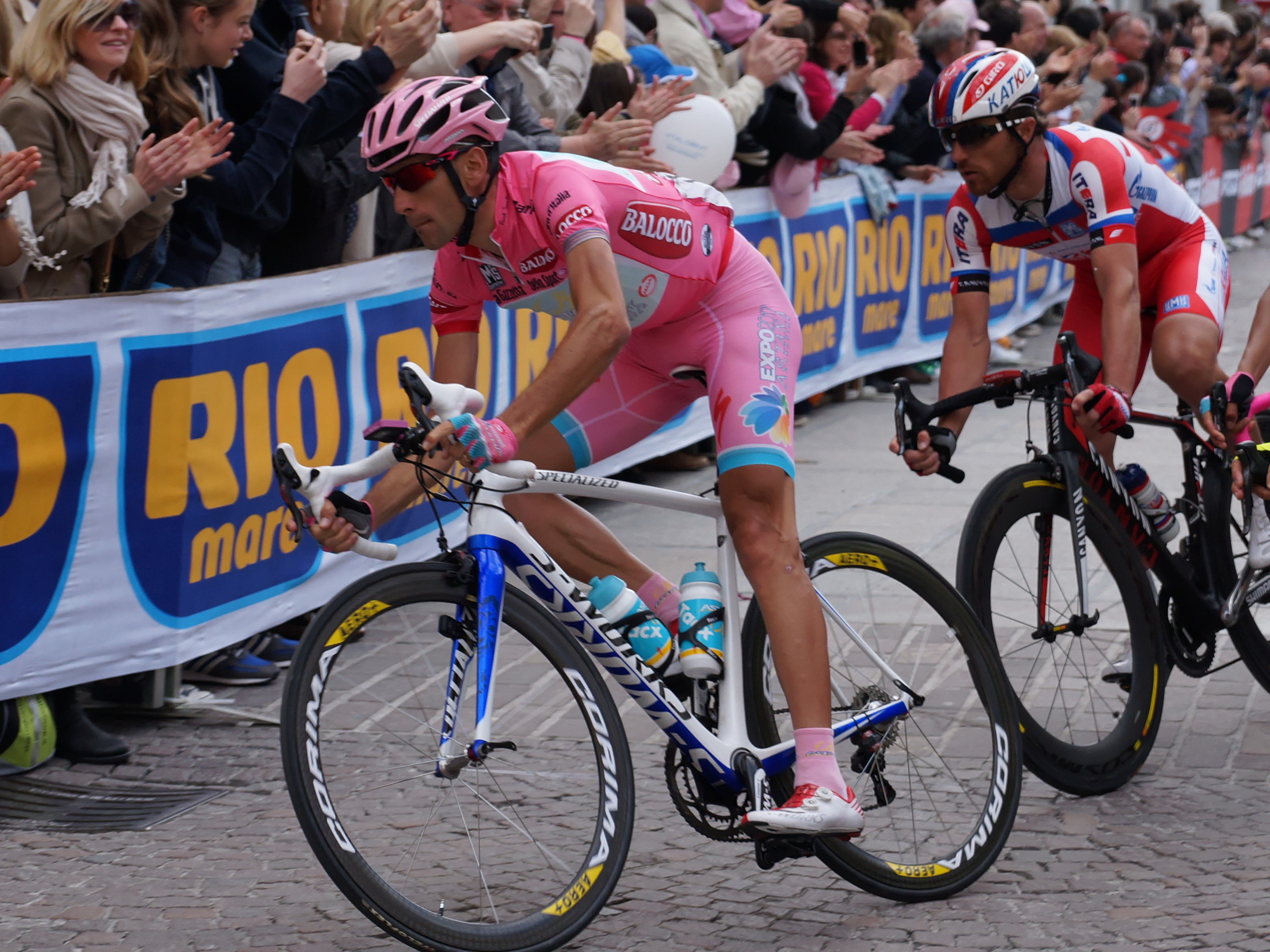

2013年、アスタナへ移籍。ティレーノ〜アドリアティコではクリス・フルームとアルベルト・コンタドールを抑え総合2連覇を達成。好調のまま迎えたジロ・デ・イタリアではブラッドリー・ウィギンスやカデル・エヴァンスなどとともに総合優勝候補に推された。第7ステージでライバルのウィギンスが1分24秒を失うも、翌日の個人タイムトライアルでウィギンスはステージ優勝したアレックス・ダウセットに10秒遅れのステージ2位に入る。対するニバリはダウセットから21秒遅れ、ウィギンスから11秒遅れに留め、ここで総合首位に浮上する。ところがウィギンスは第12ステージで3分17秒遅れてしまい、完全に総合争いから脱落。ウィギンスは翌日出走しなかった。これにより総合争いのライバルはエヴァンスとウィギンスのアシストであったリゴベルト・ウランとなるも、第14ステージでライバルを引き離しステージ2位に入ったことで総合2位エヴァンスへのリードは1分26秒に拡大。そして第18ステージの20.6kmの山岳個人TTでステージ2位のサムエル・サンチェスに58秒の差をつけ圧勝。ここでエヴァンスは総合で4分2秒遅れ、ウランは4分12秒遅れと事実上ここで総合優勝を確定させたも同然の差をつける。トレチーメ・ディ・ラヴァレードへの頂上フィニッシュとなった第20ステージでも残り3kmから独走し勝利。自身初のジロ総合優勝を果たした。

### ツール・ド・フランス総合優勝

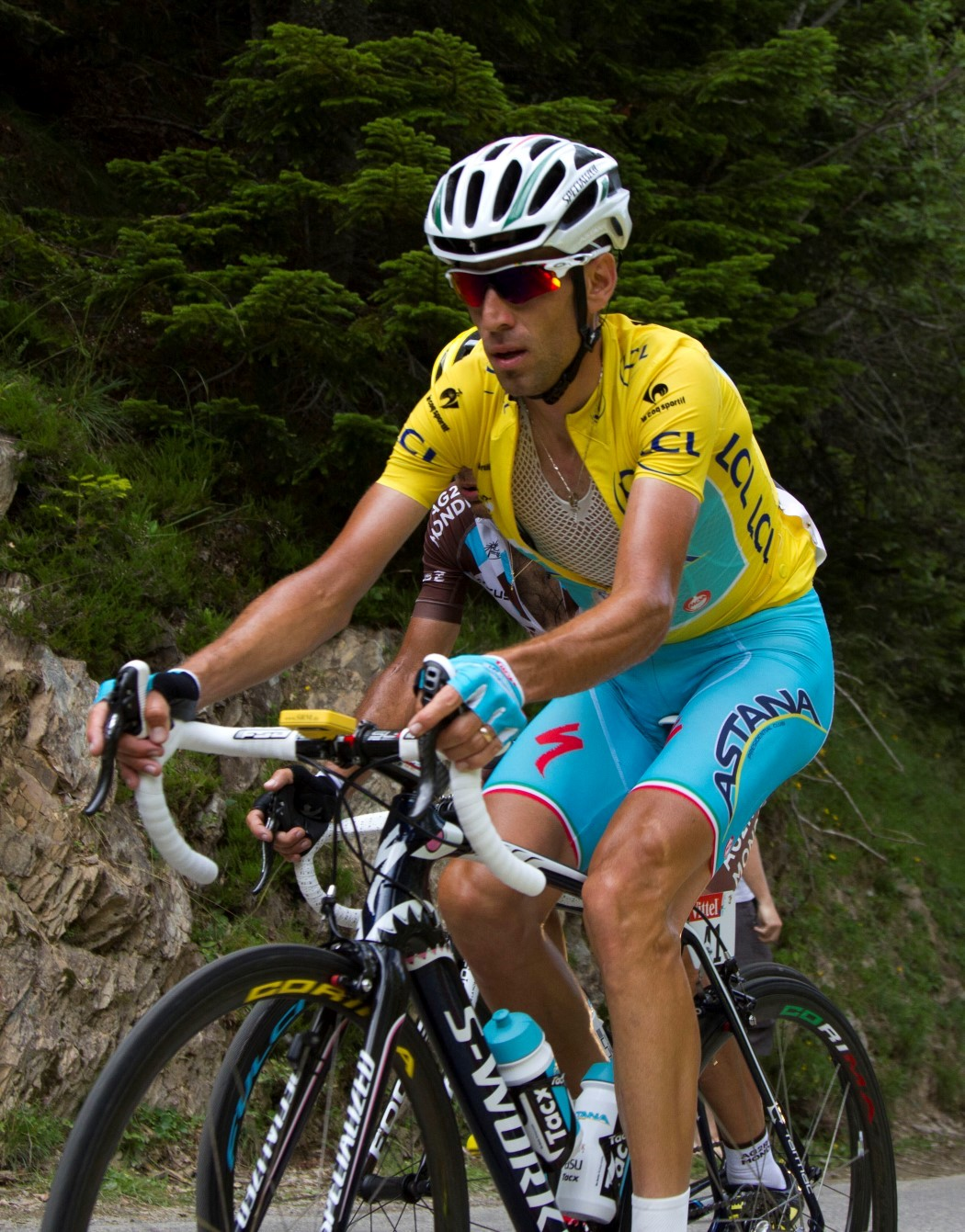

2014年、ツール・ド・フランス初制覇を懸け出場。しかし、開幕前はクリス・フルームとアルベルト・コンタドールの2強に注目が集まっており、ニバリは「第3の男」の位置付けだった。もっとも、ニバリは今シーズンツールに向けてフランス国内で開催されるステージレースを走ってきたが、特にこれといった成績を残すことができなかったことも影響していた。が、9つの山岳を超える丘陵コースである第2ステージの最終盤にアタック。後続集団は牽制ムードになり、ニバリは逃げ切り勝利を飾りマイヨ・ジョーヌも獲得。ところが石畳を走る第5ステージ途中にフルームが両手を骨折しリタイア。もう1人のライバル、コンタドールは第8セクターのエンヌヴラン・ポンティボーで遅れだす。MTB出身のニバリが快調に石畳を進む一方、コンタドールは更に遅れていき、最終的にニバリはステージ3位に入りリードを拡大したものの、コンタドールはステージ優勝したラース・ボームから2分54秒も遅れてフィニッシュ。総合でもトップ10圏外となった。ヴォージュ山脈を前にした第9ステージの終了後にニバリはトニー・ガロパンにマイヨを譲ったものの、続く第10ステージでステージ2位に15秒差をつけ優勝しマイヨを奪取する。コンタドールは1級山岳プティ・バロンの下りで落車し右脛骨を骨折。リタイアとなった。その後の第13ステージではフルームに代わりスカイのエースとなっていた暫定総合2位のリッチー・ポートが大失速。ポートの失速を傍目にニバリは残り7km地点でアタック。すぐに先頭を走るラファウ・マイカとレオポルド・ケーニッヒに合流、残り3kmでアタックしたわけでもなくニバリが抜け出すとそのまま押し切って3勝目をあげる。総合でも2位に浮上したアレハンドロ・バルベルデに対し3分37秒差をつけた。第18ステージでは残り10kmでアタックした昨年のブエルタ覇者のクリス・ホーナーに唯一合流。昨年そのブエルタでホーナーに惜敗したニバリはペースが上がらないとしてすぐさまホーナーを千切り、先頭を行くミケル・ニエベも残り8kmで追い抜き独走。今大会4勝目をあげ、総合2位ティボー・ピノに7分10秒もの差をつけ勝負の第20ステージへ。個人TTを得意とするニバリはこの日もライバルたちを一蹴。トップから1分58秒遅れのステージ4位に入り、結果的に逆転で総合2位を獲得したジャン＝クリストフ・ペローに対し7分37秒もの圧倒的な差をつけイタリア人として1998年のマルコ・パンターニ以来16年振りの個人総合優勝を成し遂げ、同時に史上6人目のグランツール完全制覇達成者となった。

### ツールでの不振とブエルタでの失格
2015年、イタリア国内選手権を連覇し、こちらも連覇の懸かるツール・ド・フランスに出場。しかし第2ステージでティンコフ・サクソが仕掛けた横風分断作戦に嵌ってしまい、更にパンクと出遅れてしまう。大会最初の本格山岳ステージとなった第10ステージではステージ優勝したクリス・フルームから4分以上ものタイムを失ってしまう。第19ステージでは途中メカトラブルが起きたフルームに対して紳士協定を無視してアタックを仕掛け、そのまま先頭を走っていたピエール・ロランと合流、協調して集団を引き離す。その後ローランを置き去りにし、逃げ切り勝利を収めた。翌第20ステージではパンクで遅れてしまい、連覇は逃したものの総合4位と区間1勝という成績を残した。続くブエルタ・ア・エスパーニャでは第2ステージで落車し、集団復帰する際にチームカーに掴まって引き上げられたことを理由に失格となった。ジロ・ディ・ロンバルディアでは最終盤の下りで鋭いアタックを仕掛けて独走勝利。シーズン5勝目を上げた。

### 2度目のジロ総合優勝
2016年、ジロ・デ・イタリアでは序盤〜中盤にかけて不調に喘いでいたが、チマ・コッピを越える頂上ゴールの第19ステージにおいて、当初総合で2位以下に3分以上の差をつけて独走していたステーフェン・クラウスヴァイクが落車し肋骨を骨折。これにより総合争いは一気に混沌化し、ニバリはこのステージを制して2位に浮上すると、次の山岳第20ステージでもアタックを成功させ総合首位に立ち、2度目の総合優勝を達成した。
ツール・ド・フランスではツール初出場のチームエースファビオ・アルのアシストに徹しながら、随所でステージ優勝を狙う積極果敢な動きを見せ、総合30位で完走した。リオオリンピックでは終盤先頭に立ちメダル獲得の期待も高まったがダウンヒルでセルヒオ・エナオとともに落車してしまい、メダルは獲得ならなかった。

### バーレーン・メリダを率いて

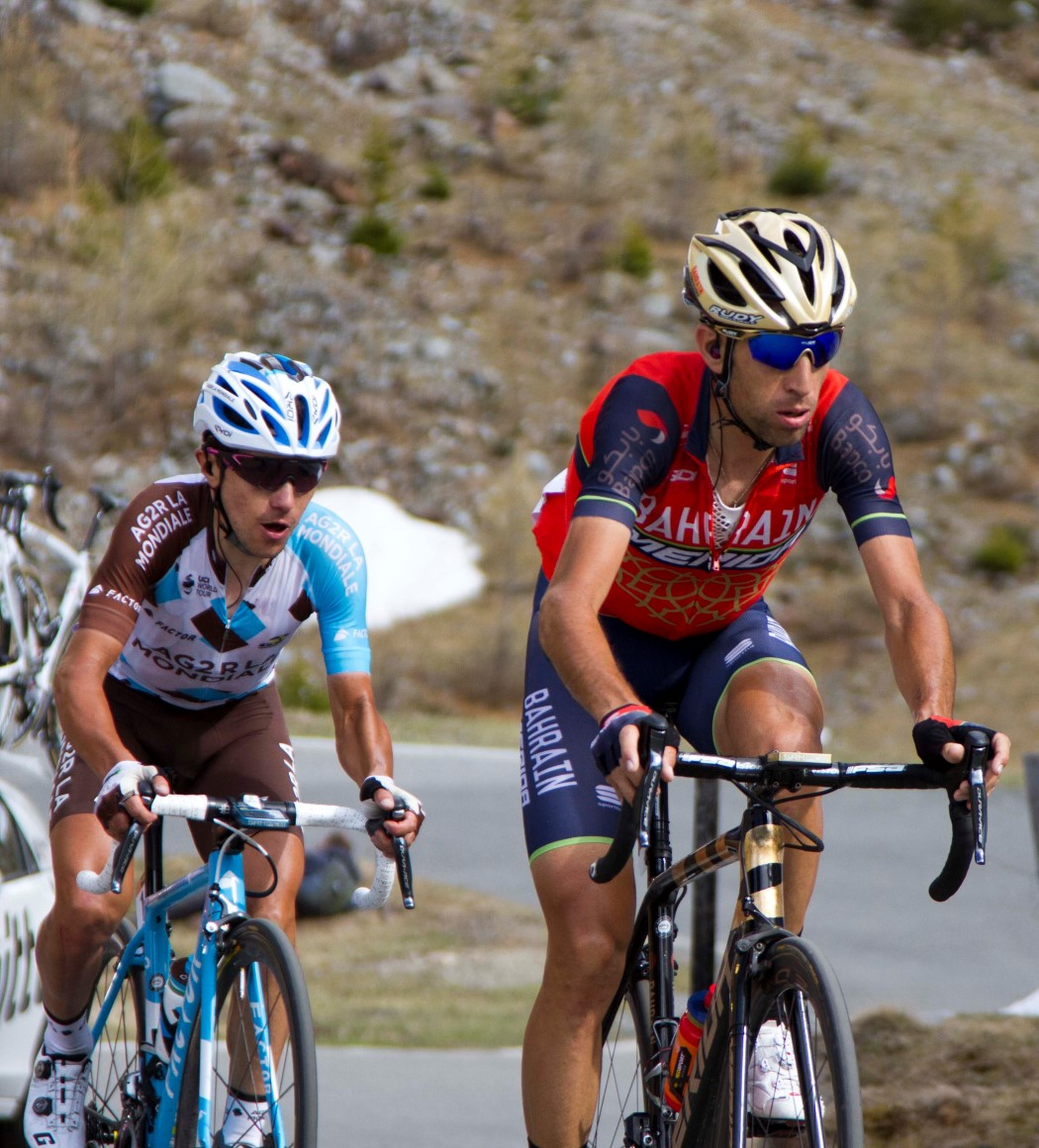

新チームバーレーン・メリダのエースとして移籍。連覇を懸けて臨んだジロ・デ・イタリアではクイーンステージである第16ステージでミケル・ランダとのマッチスプリントを制してステージ優勝。このステージで総合首位だったトム・デュムランが雉撃ちによる大ブレーキを余儀なくされ、デュムランとのタイム差2分を一気に縮めることに成功。第19ステージのピアンカヴァッロの登りでデュムランが遅れたため総合首位はナイロ・キンタナに移動。キンタナとのタイム差を最小限に保ちつつ第21ステージの個人タイムトライアルを迎える。キンタナとのタイム差は39秒で、ニバリの実力ならば逆転可能なのだが、デュムランに対するキンタナのリードは1分もなかった。デュムランはステージ優勝したヨス・ファン・エムデンに続くステージ2位でフィニッシュし、キンタナとニバリはデュムランに押し出される形でそれぞれ1つずつ順位を下げた。
ツールをパスして臨んだブエルタでは、第3ステージで優勝。その後は堅実な走りに徹し、レース中盤で総合2位に浮上。逆転総合優勝を狙った第20ステージではアングリルの前の峠の下りで落車。メイン集団には追いついたものの、落車の影響でじわじわ離されていく。そして、総合首位クリス・フルームの先行を許してしまい、総合2位となった。しかし、ジロ・ディ・ロンバルディアではその雪辱を果たすプロ通算50勝目をあげた。
2018年、迎えた春の大一番・ミラノ〜サンレモでは、2008年大会のファビアン・カンチェラーラ以来の同大会における独走勝利を収め、ショーン・ケリーに続くロンバルディア・サンレモの連続優勝を成し遂げた。
2年ぶりの出場となったツール・ド・フランスでは、大会序盤の落車や石畳区間を無難に乗り切り総合成績でも一時4位につけていたが、第12ステージに登場したラルプ・デュエズの登りで観客と接触し落車。ステージは完走したものの骨折が判明しリタイアとなった。
2019年、ジロ・デ・イタリアでは優勝候補の一角と目されていたが、リカルド・カラパスに次ぐ総合2位の結果に終わった。続いて出場したツール・ド・フランスでは総合優勝争いに絡むことこそなかったが、荒天のため短縮された第20ステージで逃げ切り、ミラノ〜サンレモ以来1年4カ月ぶりの勝利を挙げた。

### トレック・セガフレード時代
2020年シーズンは自身の出身国であるイタリアのセガフレード・ザネッティ社がセカンドスポンサーに就いているトレック・セガフレードに移籍した。
しかしジロ・デ・イタリアでは4度のステージ一桁順位こそ記録したが、3週目でタイムを大きく失い総合優勝から8分15秒遅れの総合7位に終わった。ジロのみならずシーズンを通して成績が急激に悪化した訳ではなかったものの、プロ1年目の2005年以来となる年間0勝に終わった。
2021年シーズンはトレーニング中の落車で右手を骨折した中、ジロ・デ・イタリアではサポーターを着用して出場し、総合18位で完走した。シーズン終盤に開催されたジロ・ディ・シチリアでは最終ステージで2位に49秒差をつけてトレックに移籍後初優勝を果たした。これにより、2017年のツアー・オブ・クロアチア以来となるステージレースの総合優勝を総合10位からの逆転で達成した。

### アスタナ復帰
2022年、アスタナ・カザフスタン・チームに移籍。6年ぶりの古巣復帰となった。
5月11日、出身地メッシーナがゴール地点に設定されたジロ・デ・イタリア第5ステージ終了後、2022年シーズンでの引退を発表した。

## 主な戦績

### 2002年
- ジュニア世界選手権自転車競技大会 個人タイムトライアル3位

### 2004年
- 世界選手権自転車競技大会 アンダー23個人タイムトライアル3位

### 2006年
- セッティマーナ・インテルナツィオナーレ・ディ・コッピ・エ・バルタリ 区間1勝(第2)・総合2位
- GP西フランス・プルエー 優勝
- エネコ・ツアー 総合3位

### 2007年
- グラン・プレミオ・インドゥストリア・エ・アルティジャナート 優勝
- ジロ・ディ・トスカーナ 優勝
- ツアー・オブ・スロベニア 区間2勝(第3，4)・総合2位
- フィレンツェ〜ピストイア 4位

### 2008年
- セッティマーナ・インテルナツィオナーレ・ディ・コッピ・エ・バルタリ 総合3位
- ジロ・デ・イタリア総合11位。
- ジロ・デル・トレンティーノ 区間1勝(第3)・総合優勝

### 2009年
- グラン・プレミオ＝ミゲル・インドゥライン 4位
- バスク一周 総合8位
- クラシカ・プリマベーラ 5位
- グラン・プレミオ・インドゥストリア・エ・アルティジャナート 5位
- ドーフィネ・リベレ 総合7位
- ジロ・デッラッペンニーノ 優勝
- グラン・プレミオ・チッタ・ディ・カマイオーレ 優勝

### 2010年
- ツール・ド・サンルイス 区間1勝(第4)・総合優勝
- ティレーノ〜アドリアティコ 総合8位
- ジロ・デ・イタリア 総合3位、区間優勝(第14ステージ)
- ツアー・オブ・スロベニア 区間1勝(第3)・総合優勝
- ブエルタ・ア・ブルゴス 総合3位
- トロフェオ・メリンダ 優勝
- ジロ・デッレミリア 5位
- ジロ・ディ・ロンバルディア 5位
- ブエルタ・ア・エスパーニャ 総合優勝(第20ステージ優勝)

### 2011年
- ティレーノ〜アドリアティコ 総合5位。
- ミラノ〜サンレモ 8位
- リエージュ〜バストーニュ〜リエージュ 8位
- ジロ・デ・イタリア 区間1勝(第16)・総合2位[9]
- ブエルタ・ア・エスパーニャ 総合7位
- UCIワールドツアー 個人総合11位

### 2012年
- ツール・ド・サンルイス 総合4位
- ツアー・オブ・オマーン 区間1勝(第5)・総合2位
- ティレーノ〜アドリアティコ  総合優勝、ポイント賞、区間優勝(第5ステージ)
- ミラノ〜サンレモ 3位
- フレッシュ・ワロンヌ 8位
- リエージュ〜バストーニュ〜リエージュ 2位
- ツール・ド・フランス 総合3位
- ジロ・ディ・パダニア 区間1勝(第4)・総合優勝
- UCIワールドツアー 総合4位

### 2013年
- ティレーノ〜アドリアティコ  総合優勝
- ジロ・デル・トレンティーノ 区間1勝(第4)・総合優勝・山岳賞
- ジロ・デ・イタリア 総合優勝、区間2勝（第18＝ITT、第20）
- ブエルタ・ア・エスパーニャ 総合2位
- GP コスタ･デグリ･エトルッシ 第7位
- 世界選手権・男子個人ロードレース 第4位

### 2014年
- イタリア選手権ロードレース　優勝
- ツール・ド・フランス 総合優勝、区間4勝（第2、第10、第13、第18）

### 2015年
- イタリア選手権ロードレース　優勝
- ツール・ド・フランス
  - 総合4位
  - 区間1勝（第19）
- ジロ・ディ・ロンバルディア 優勝

### 2016年
- ツアー・オブ・オマーン　総合優勝（第4ステージ優勝）
- ジロ・デ・イタリア 総合優勝（第19ステージ優勝）

### 2017年
- ツアー・オブ・クロアチア（英語版）　総合優勝
- ジロ・デ・イタリア　総合3位（第16ステージ優勝）
- ブエルタ・ア・エスパーニャ 総合2位（第3ステージ優勝）
- ジロ・ディ・ロンバルディア　優勝

### 2018年
- ミラノ〜サンレモ　優勝
- イル・ロンバルディア　2位

### 2019年
- ジロ・デ・イタリア 総合2位
- ツール・ド・フランス 区間優勝（第20ステージ優勝）

### 2021年
- ジロ・ディ・シチリア（英語版）  総合優勝（第4ステージ優勝）

### 2022年
- ジロ・ディ・シチリア（英語版）総合4位
- ジロ・デ・イタリア 総合4位

### グランツールの総合成績
| グランツール               | 2007 | 2008 | 2009 | 2010 | 2011 | 2012 | 2013 | 2014 | 2015 | 2016 | 2017 | 2018 | 2019 | 2020 | 2021 | 2022 |
| -------------------------- | ---- | ---- | ---- | ---- | ---- | ---- | ---- | ---- | ---- | ---- | ---- | ---- | ---- | ---- | ---- | ---- |
| ジロ・デ・イタリア         | 19   | 11   | —    | 3    | 2    | —    | 1    | —    | —    | 1    | 3    | —    | 2    | 7    | 18   | 4    |
| ツール・ド・フランス       | —    | 20   | 6    | —    | —    | 3    | —    | 1    | 4    | 30   | —    | DNF  | 39   | —    | DNF  |      |
| ブエルタ・ア・エスパーニャ | —    | —    | —    | 1    | 7    | —    | 2    | —    | 失格 | —    | 2    | 59   | —    | —    | —    | 44   |